# Agnes Arnau und ihre drei Freier
Pour plus de détails, voir Fiche technique et Distribution.
Agnes Arnau und ihre drei Freier (en français, Agnès Arnau et ses trois prétendants) est un film allemand réalisé par Rudolf Biebrach sorti en 1918.

## Synopsis
Pendant le Biedermeier, le baron Hermann von Hermannitz et le propriétaire terrien Arnau se sont mis d'accord à l'avance : la fille Arnau, Agnès, et le fils von Hermannitz, Hans, se marieront sans s'être jamais rencontrés. Mais Hans ne se comporte pas d'une manière qui convienne à son statut, comme on pourrait s'y attendre dans les cercles aristocratiques. Il préfère l'art et veut devenir peintre. Comme il semble peu sérieux, Hermanntitz envoie son benjamin, Tony. Mais Agnes n'est pas du tout disposée à laisser son père la troquer si facilement, d'autant plus qu'elle ne connaît aucun des descendants d'Hermanntitz. Elle a alors une idée : comme son père doit partir, elle « organise » l'enseigne de l'auberge du village et la fait coller à l'entrée du château. L'intérieur du château sera également transformé en auberge.
Elle persuade les serviteurs de son père de se joindre à la fête et de se faire passer pour des serveurs et des serveuses. Bientôt, il y a une véritable agitation : Hans entre en premier, puis un acteur qui est censé se faire passer pour Tony à la demande de Tony. Pendant ce temps, dans la vraie auberge, le vrai Tony s'est lié d'amitié avec une troupe de comédiens, parmi lesquels il a choisi son "suppléant" et l'a envoyé au château. Après tout, le vrai Tony veut aussi savoir ce qui se passe au château et s'arrête également à la fausse auberge. Soudain, Agnes Arnau a trois candidats pour sa faveur. Elle choisit le premier, Hans, le peintre.

## Fiche technique
- Titre original : Agnes Arnau und ihre drei Freier
- Réalisation : Rudolf Biebrach
- Scénario : Robert Wiene
- Musique : Giuseppe Becce
- Direction artistique : Ludwig Kainer
- Costumes : Ludwig Kainer
- Photographie : Karl Freund
- Producteur : Oskar Messter
- Société de production : Messters Projektion
- Société de distribution : Messters Projektion
- Pays d'origine :  Empire allemand
- Langue : allemand
- Format : Noir et blanc - 1,33:1 - 35 mm
- Genre : Comédie romantique
- Durée : 1 308 m, 48 minutes
- Dates de sortie :
  - Empire allemand : 24 mai 1918.
  - Suède : 11 novembre 1918.
  - Danemark : 3 décembre 1918.

## Distribution
- Henny Porten : Agnes Arnau
- Rudolf Biebrach : le propriétaire terrien Arnau, son père
- Artur Menzel : le propriétaire du manoir Hermann von Hermanntitz
- Berta Monnard (de) : son épouse
- Kurt Ehrle : Hans
- Hermann Thimig : Tony
- Paul Westermeier : un acteur, le "faux Tony"
- Paul Passarge (de)

## Production
Le film en quatre actes est tourné au printemps 1918 dans le studio de cinéma Messter, Blücherstraße 32, et mesure d'abord 1 392 m ou (après la nouvelle censure en avril 1921) 1 308 m de long. Pendant la censure en mai 1918, une interdiction pour les jeunes est émise.

## Source de traduction
- (de) Cet article est partiellement ou en totalité issu de l’article de Wikipédia en allemand intitulé « Agnes Arnau und ihre drei Freier » (voir la liste des auteurs).

1. ↑  (en) Uli Jung, Walter Schatzberg, Beyond Caligari : The Films of Robert Wiene, Berghahn Books, 1999, 238 p. (ISBN 9781571811561, lire en ligne), p. 29-30